# Mesochorus subulatus
Mesochorus subulatus är en stekelart som beskrevs av Dasch 1974. Mesochorus subulatus ingår i släktet Mesochorus och familjen brokparasitsteklar. Inga underarter finns listade i Catalogue of Life.